# A Naprendszer külső égitestjeihez indított űrszondák listája

A gázóriások a külső Naprendszerben

A külső Naprendszer bolygóihoz indított űrszondák listáján lényegesen kevesebb név szerepel, mint a Naprendszer belső, vagy kőzetbolygóihoz indított űrszondák lajstromán, tekintettel, hogy a feladat – eljuttatni egy űreszközt csillagrendszerünk távoli vidékeire – jóval bonyolultabb és időigényesebb. A történelem során eleddig összesen 9 olyan űreszközt indítottak, amelyek meglátogatták valamely külső bolygót a Naprendszerben. Közös tulajdonságuk ezeknek a szondáknak, hogy mindegyikük több bolygót is meglátogatott az útja során. Ezek szerint mind a kilenc szonda meglátogatta a Jupitert, négy pedig még a Szaturnuszt is, míg egy, a Voyager–2 pedig még az Uránuszt és a Neptunuszt is. A kilencből hét űreszköznek a fő célja a gáz- és jégóriások megfigyelése volt, de kettő, a New Horizons és az Ulysses nem ezeket az égitesteket kutatta, hanem csak gravitációs hintamanőverrel nyert sebességet a Plútó, vagy a Nap felé vezető útján.
A szondák többsége csak a bolygó mellett elrepülő eszköz volt, csak összesen három vitt magával valamely bolygó körül pályára álló keringő, vagy leszálló egységet, amelyek közül a Galileo nyolc évig keringett a Jupiter, a Cassini tizenhárom évig a Szaturnusz körül, míg a Juno immár 2016 óra kering a Jupiter rendszerében.
A külső Naprendszerbe küldött szondák között találhatók azok is, amelyek másodlagos célja, hogy minél messzebb repülve kirepüljenek a Nap gravitáció teréből és csillagközi szondává váljanak. Ezek közül a legmesszebbre jutott szonda a Voyager–1, amely immár több mint 160 CsE-re jár és túllépett a heliopauzán, a második legmesszebbre jutott pedig testvérszondája, a Voyager–2, a harmadik pedig a Földről legkorábban indított Pioneer–10. Egy másik rekord tulajdonosa a Voyager–2, amely az útja során a legtöbb bolygót látogatta meg.

## Összefoglalás
| Sablon:Diagonal split header | Jupiter Jupiter trójai aszteroidái                               | Szaturnusz                                                                        | Uránusz Uránusz trójai aszteroidái   | Neptunusz Neptunusz trójai aszteroidái | Plútó Neptunuszon túli objektumok                                                     |
| ---------------------------- | ---------------------------------------------------------------- | --------------------------------------------------------------------------------- | ------------------------------------ | -------------------------------------- | ------------------------------------------------------------------------------------- |
| Pioneer–10                   | 1973 hintamanőver Jupiter és holdjai                             |                                                                                   |                                      |                                        |                                                                                       |
| Pioneer–11                   | 1974 hintamanőver Jupiter és holdjai                             | 1979 hintamanőver Szaturnusz és holdjai                                           |                                      |                                        |                                                                                       |
| Voyager–1                    | 1979 hintamanőver Jupiter és holdjai                             | 1980 hintamanőver Szaturnusz és holdjai                                           |                                      |                                        |                                                                                       |
| Voyager–2                    | 1979 hintamanőver Jupiter és holdjai                             | 1981 hintamanőver Szaturnusz és holdjai                                           | 1986 hintamanőver Uránusz és holdjai | 1989 hintamanőver Naptunusz és holdjai |                                                                                       |
| Ulysses                      | 1992, 2004 hintamanőver Jupiter                                  |                                                                                   |                                      |                                        |                                                                                       |
| Galileo                      | 1995–2003 keringő egység Jupiter és holdjai 1995 Jupiter légköre |                                                                                   |                                      |                                        |                                                                                       |
| Cassini–Huygens              | 2000 hintamanőver Jupiter és holdjai                             | 2004–2017 keringő egység Szaturnusz és holdjai 2005 leszállóegység a Titan holdon |                                      |                                        |                                                                                       |
| New Horizons                 | 2007 hintamanőver Jupiter és holdjai                             |                                                                                   |                                      |                                        | 2015 hintamanőver Plútó és holdjai 2019 közelrepülés az 486958 Arrokoth aszteroidához |
| Juno                         | 2016–2025 keringő egység Jupiter                                 |                                                                                   |                                      |                                        |                                                                                       |
|                              |                                                                  |                                                                                   |                                      |                                        |                                                                                       |

## Jupiter
Az idők során összesen kilenc szonda járt a legnagyobb gázbolygónál, amelyből nyolc végzett nála tudományos megfigyeléseket, míg másik kettő inkább gravitációs hintamanőveréhez használta az óriásbolygót, hogy távolabb eső céljához repülhessen. A New Horizons szonda volt az egyetlen, amelynek kettős célja volt: egyszerre végzett nagyobb ívű tudományos megfigyelési programot is és használta a Jupitert a Pluto felé vezető útjához gravitációs segítségként.
| Repülés | Repülés         | Űrszonda | Startdátum          | Hordozórakéta                      | Űrügynökség | A repülés típusa           | Eredmény                    |
| ------- | --------------- | --- | ------------------- | ---------------------------------- | ----------- | -------------------------- | --------------------------- |
| 1       | Pioneer–10      | Pioneer–10 | 1972. március 3.    | Atlas SLV-3C Centaur-D             | NASA        | Elrepülés a bolygó mellett | Sikeres                     |
| 1       | Pioneer–10      | Az emberiség legelső űreszköze, amely a Naprendszer elhagyására alkalmas szökési sebességet nyert. Emellett sok egyéb másban is gyűjtött elsőségeket: elsőként kelt át az aszteroida-övön, elsőként érte el a Jupiter rendszerét és elsőként alkalmazott olyan hintamanővert, amellyel a Naprendszer elhagyására alkalmas sebességre tett szert. Egészen 1998-ig tartotta a legtávolabbra jutott űreszköz rekordját, amikor a Voyager–1 lehagyta őt. A legnagyobb közelséget a Jupiternél 1973. december 4-én 02:25 UTC-kor érte el, miközben felvételeket készített a Callisto-ról, a Ganymedesről, az Európáról és az Io-ról. A szondáról az utolsó jelet 2003. január 23-án vették, kb. 12 milliárd kilométer (80 CsE) megtétele után, 7,5 milliárd kiliméteres távolságból a Földtől. |                     |                                    |             |                            |                             |
| 2       | Pioneer–11      | Pioneer–11 | 1973. április 6.    | Atlas SLV-3D Centaur-D1A           | NASA        | Elrepülés a bolygó mellett | Sikeres                     |
| 2       | Pioneer–11      | A Pioneer–10 megismétlése. A Jupiter melletti legkisebb közelséget 1974. december 3-án 05:22 UTC-kor érte el és találkozott a bolygó mellett annak négy Galilei-holdjával. Ezt követően a Szaturnusz felé repült tovább és az első olyan szonda lett, amely elérte a Gyűrűs Bolygó rendszerét. Az utolsó kapcsolatfelvétel 6,5 millárd km (kb. 43 CsE) távolságból volt vele. |                     |                                    |             |                            |                             |
| 3       | Voyager–2       | Voyager–2 | 1977. augusztus 20. | Titan IIIE Centaur-D1T             | NASA        | Elrepülés a bolygó mellett | Sikeres                     |
| 3       | Voyager–2       | A legközelebbi Jupiter megközelítés 1979. július 9-én 22:29 UTC-kor történt, majd a bolygórendszer holdjait, a Callistot, a Ganymedest, az Europat, az Amaltheát és az Io-t fényképezte nagy távolságokból. Továbbrepült a Szaturnusz felé és mivel a Pioneer-ek és a testvérszonda Voyager–1 előre kikövezte az utat előtte, a bolygótúra tovább folytatódott az Uránusznál és utolsóként még sikerült meglátogatnia a Neptunuszt is. A negyedik nagybolygónál tett látogatást követően a még mindig aktív szonda új feladattal elkezdett kifelé repülni a Naprendszerből, és máig a leghosszabb ideig aktív űrszonda, amely jeleket küld haza a Földre. 2024-ben 136 CsE-re távolodott el kiindulóhelyétől.                                                                             |                     |                                    |             |                            |                             |
| 4       | Voyager–1'.     | Voyager–1 | 1977. december 5.   | Titan IIIE Centaur-D1T             | NASA        | Elrepülés a bolygó mellett | Sikeres                     |
| 4       | Voyager–1'.     | A Voyager–2 testvérszondájaként, de attól és bármely más korábbi szondától nagyobb kezdősebességű eszközeként előbb ért az óriásbolygókhoz, de csak a Jupitert és a Szaturnuszt látogatta meg. A Jupitert 1979. március 5-én látogatta meg a legnagyobb közelségben, majd továbbrepült a Szaturnuszt felé. A két gázóriásnál végzett hintamanőverrel minden korábbinál nagyobb sebességre szert téve vette az irányt kifelé a Naprendszerből és mára ez a szonda lett a legtávolabbra jutott űreszköz, amely 2024-ben 162 CsE távolságra került a Földtől. |                     |                                    |             |                            |                             |
| 5       | Galileo projekt | Galileo | 1989. október 18.   | Atlantis űrrepülőgép STS–34 / IUS  | NASA        | Keringő egység             | Sikeres                     |
| 5       | Galileo projekt | Légköri szonda | 1989. október 18.   | Atlantis űrrepülőgép STS–34 / IUS  | NASA        | Légköri szonda             | Sikeres                     |
| 5       | Galileo projekt | Az első szonda, amely belépett a Jupiter légkörébe. A belépésre 1995. december 7-én került sor 22:04 UTC-kor és a berendezés még 57 percig üzemelt. A fő szonda december 8-n 00:27 UTC-kor állt bolygó körüli pályára. A szonda természetes módon lelassult a bolygó körüli keringésből és 2003. szeptember 21-én 18:57-kor UTC belesüllyedt a Jupiter légkörébe. |                     |                                    |             |                            |                             |
| –       | Ulysses         | Ulysses | 1990. december 6.   | Discovery űrrepülőgép STS–41 / IUS | NASA/ESA    | Elrepülés a bolygó mellett | Sikeres                     |
| –       | Ulysses         | 1992. február 8-án közelítette meg a Jupitert azzal a céllal, hogy a nála végzett hintamanőverrel kilépjen az ekliptika síkjából és egy magas inklinációjú Nap körüli pályára álljon csillagunk sarki régiói felett elrepülve. 2004. február 4-én egy további, véletlen elrepülést is végzett a bolygó mellett |                     |                                    |             |                            |                             |
| –       | Cassini–Huygens | Cassini | 1997. október 15.   | Titan IV(401)B Centaur-T           | NASA/ESA    | Elrepülés a bolygó mellett | Sikeres                     |
| –       | Cassini–Huygens | Huygens leszállóegység | 1997. október 15.   | Titan IV(401)B Centaur-T           | NASA/ESA    | Elrepülés a bolygó mellett | Sikeres                     |
| –       | Cassini–Huygens | A Jupiter mellett 2000. december 30-án repült el a legnagyobb közelségben úton a Szaturnusz felé |                     |                                    |             |                            |                             |
| 6       | New Horizons    | New Horizons | 2006. január 19.    | Atlas V 551                        | NASA        | Elrepülés a bolygó mellett | Sikeres                     |
| 6       | New Horizons    | Gravitációs hintamanőver 2007. február 28-án a Jupiter mellett, amelynek során a fő megfigyelési program 2007 január-június között zajlott) úton a Pluto felé. Később a New Horizons lett az első szonda, amely elérte a Pluto rendszerét |                     |                                    |             |                            |                             |
| 7       | Juno            | Juno | 2011. augusztus 5.  | Atlas V 551                        | NASA        | Keringő egység             | Sikeres, még működés közben |
| 7       | Juno            | 2016. július 4-én állt keringésbe a Jupiter körül. Technikai értelemben ez volt az első bolygóközi szonda, amely napelemeket alkalmazott áramtermelésre. |                     |                                    |             |                            |                             |
| 8       | JUICE           | JUICE | 2023. április 14.   | Ariane 5 ECA                       | ESA         | keringő egység             | Úton a célja felé           |
| 8       | JUICE           | Az első bolygóközi szonda, amelyet nem az Egyesült Államok bocsátott útjára és egyben az első olyan, amelyik egy Jupiterhold, a Ganymedes körül készül pályára állni. |                     |                                    |             |                            |                             |
| 9       | Europa Clipper  | Europa Clipper | 2024. október 14.   | Falcon Heavy                       | NASA        | keringő egység             | Úton a célja felé           |
| 9       | Europa Clipper  | Jupiter körül keringő űrszonda, amely közelrepülései során tanulmányozza az Europa holdat is |                     |                                    |             |                            |                             |

## Szaturnusz
A Szaturnuszt mindösszesen eddig négy űreszköz látogatta meg: a Pioneer–11, a Voyager–1 és Voyager–2, valamint a Cassini-Huygens, amely keringésbe is állt  a bolygó körül és egy kisebb szondát engedett a Titan légkörébe.
| Repülés | Repülés         | Űrszonda | Startdátum          | Hordozórakéta            | Űrügynökség | A repülés típusa           | Eredmény |
| ------- | --------------- | --- | ------------------- | ------------------------ | ----------- | -------------------------- | -------- |
| 1       | Pioneer–11      | Pioneer–11 | 1973. április 6.    | Atlas SLV-3D Centaur-D1A | NASA        | Elrepülés a bolygó mellett | Sikeres  |
| 1       | Pioneer–11      | Az emberiség első űreszköze, amely elérte a Szaturnusz rendszerét. A bolygó legnagyobb megközelítésére 1979. szeptember 1-jén 16:31 UTC-kor került sor. A közelrepülés után elrepült az Iapetus, Dione, Mimas, Tethys, Enceladus, Rhea and Titan hold mellett nagyobb távolságban, miközben felfedezte az Epimetheus és a Janus holdat. |                     |                          |             |                            |          |
| 2       | Voyager–2       | Voyager–2 | 1977. augusztus 20. | Titan IIIE Centaur-D1T   | NASA        | Elrepülés a bolygó mellett | Sikeres  |
| 2       | Voyager–2       | Az elrepülés közben a legnagyobb közelséget 1981. augusztus 26-án érte el 01:21 UTC-kor. Később elrepült az Iapetus, Titan, Dione, Mimas, Enceladus, Tethys and Rhea holdak mellett. Később továbbrepült az Uránusz és a Neptunusz felé. |                     |                          |             |                            |          |
| 3       | Voyager–1       | Voyager–1 | 1977. szeptember 5. | Titan IIIE Centaur-D1T   | NASA        | Elrepülés a bolygó mellett | Sikeres  |
| 3       | Voyager–1       | A legnagyobb közelrepülés a Szaturnusz mellett 1980. november 12-én 23:45 UTC-kor ment végbe. Emellett elrepült a Titan, Tethys, Mimas, Enceladus és Rhea holdak mellett. |                     |                          |             |                            |          |
| 4       | Cassini–Huygens | Cassini | 1997. október 15.   | Titan IV(401)B Centaur-T | NASA        | Keringő egység             | Sikeres  |
| 4       | Cassini–Huygens | Huygens | 1997. október 15.   | Titan IV(401)B Centaur-T | ESA         | Titan leszálló egység      | Sikeres  |
| 4       | Cassini–Huygens | A Szaturnusz körül 2004. július 1-jén állt keringésbe, ezzel az első szondává vált, amely Szaturnusz körüli pályára állt. Keringése során hét új holdat fedezett fel. A kis Huygens szonda pedig a legelső űrszondává vált, amely leszállt a Titan hold felszínén, ezzel a Földtől legtávolabb egy másik égitesten leszállt szonda lett. A leszállóegységet a Cassini engedte útjára, majd landolt 2005. január 14-én 10:13-kor. A tudományos program 2015. szeptember 15-én ért véget. |                     |                          |             |                            |          |

## Uránusz
A Voyager–2 volt eddig az egyetlen űrszonda, amely elérte az Uránuszt és egy hintamanőverrel repült tovább a közelrepülést követően a Naprendszerből kifelé vezető útján.
| Repülés | Repülés   | Űrszonda | Startdátum          | Hordozórakéta          | Űrügynökség | A repülés típusa           | Eredmény |
| ------- | --------- | --- | ------------------- | ---------------------- | ----------- | -------------------------- | -------- |
| 1       | Voyager–2 | Voyager–2 | 1977. augusztus 20. | Titan IIIE Centaur-D1T | NASA        | Elrepülés a bolygó mellett | Sikeres  |
| 1       | Voyager–2 | A kék jégóriás bolygóhoz érve összesen tizenegy holdat látogatott meg. Elrepült a Miranda, Ariel, Umbriel, Titania and Oberon holdak mellett. A legnagyobb közelítést 1986. január 24-én 17:59 UTC-kor érte el. Később még továbbrepült a Neptunusz felé. |                     |                        |             |                            |          |

## Neptunusz
A Voyager–2 volt eddig az egyetlen űrszonda, amely elérte a Neptunuszt és egy hintamanőverrel repült tovább a közelrepülést követően a Naprendszerből kifelé vezető útján.
| Repülés | Repülés   | Űrszonda | Startdátum          | Hordozórakéta          | Űrügynökség | A repülés típusa           | Eredmény |
| ------- | --------- | --- | ------------------- | ---------------------- | ----------- | -------------------------- | -------- |
| 1       | Voyager–2 | Voyager–2 | 1977. augusztus 20. | Titan IIIE Centaur-D1T | NASA        | Elrepülés a bolygó mellett | Sikeres  |
| 1       | Voyager–2 | Közelrepülése során felfedezte a Neptunusz gyűrűit és még hat új holdat. A legnagyobb közelítésre 1989. augusztus 25-én 03:26 UTC-kor került sor. Elrepült a Galatea, Larissa, Proteus és a Triton holdak mellett. |                     |                        |             |                            |          |

## Pluto és Neptunuszon túli égitestek
A New Horizons az egyetlen űreszköz, amely máig elérte a Plútó törpebolygót. A dolog érdekessége, hogy a szonda még a Naprendszer kilencedik bolygójához indult, amelyet az útja alatt minősített át a Nemzetközi Csillagászati Unió törpebolygóvá, azaz lett a célpontja inkább csak a Kuiper-öv egyik érdekesebb égitestje, mintsem a Naptól legtávolabb keringő bolygó. A Plútó rendszerét érintő megfigyeléseket követően útját folytatva a szonda még meglátogatott más, Kuiper-övbeli objektumokat is, a legközelebb a 486958 Arrokoth kisbolygó mellett repült el és figyelte meg azt.
| Repülés | Repülés      | Űrszonda | Startdátum       | Hordozórakéta                              | Űrügynökség | A repülés típusa           | Eredmény |
| ------- | ------------ | --- | ---------------- | ------------------------------------------ | ----------- | -------------------------- | -------- |
| 1       | New Horizons | New Horizons | 2006. január 19. | Atlas V (551) AV-010 + Star 48B végfokozat | NASA        | Elrepülés a bolygó mellett | Sikeres  |
| 1       | New Horizons | A szonda elrepült a Plútó mellett, legnagyobb megközelítését 2015. július 14-én érve el, amikor 12 472 km-re haladt el a törpebolygó mellett és végzett ott megfigyeléseket a bolygón és annak négy holdján. A bolygón túlrepülve még megközelítette az Arrokoth kisbolygót 2019. január 1-jén, mindössze 3500 km távolságra. |                  |                                            |             |                            |          |

## Elsőségek

### Az elsőségek az egyes égitesteknél űrügynökségenként
Jelmagyarázat
† Elsőként teljesítve
| Ország/Űrügynökség | Jupiter       | Jupiter            | Jupiter         | Szaturnusz             | Szaturnusz         | Szaturnusz      | Uránusz         | Neptunusz         |                   |
| Ország/Űrügynökség | Hintamanőver  | Pályára állás      | Légkörbelépés   | Hintamanőver           | Pályára állás      | Légkörbelépés   | Hintamanőver    | Hintamanőver      |                   |
| ------------------ | ------------- | ------------------ | --------------- | ---------------------- | ------------------ | --------------- | --------------- | ----------------- | ----------------- |
| Ország/Űrügynökség | USA           | Pioneer–10, 1973 † | Galileo, 1995 † | Légköri szonda, 1995 † | Pioneer–11, 1979 † | Cassini, 2004 † | Cassini, 2017 † | Voyager–2, 1986 † | Voyager–2, 1989 † |
| ESA                | Ulysses, 1992 | —                  | —               | —                      | —                  | —               | —               | —                 |                   |

| Ország/Űrügynökség | Ganymedes                | Ganymedes             | Callisto                 | Io                       | Europa                   |
| Ország/Űrügynökség | Elrepülés a hold mellett | Pályára állás         | Elrepülés a hold mellett | Elrepülés a hold mellett | Elrepülés a hold mellett |
| ------------------ | ------------------------ | --------------------- | ------------------------ | ------------------------ | ------------------------ |
| USA                | Pioneer–10, 1973 †       | —                     | Pioneer–10, 1973 †       | Pioneer–10, 1973 †       | Pioneer–10, 1973 †       |
| ESA                | Juice, Tervezett 2034    | Juice, Tervezett 2034 | —                        | —                        | —                        |

| Ország/Űrügynökség | Titan                    | Titan         | Titan           | Rhea                     | Iapetus                         | Dione                    | Tethys                   | Enceladus                | Mimas              |
| Ország/Űrügynökség | Elrepülés a hold mellett | Pályára állás | Leszállás       | Elrepülés a hold mellett | Elrepülés a hold mellett! Flyby | Elrepülés a hold mellett | Elrepülés a hold mellett | Elrepülés a hold mellett |                    |
| ------------------ | ------------------------ | ------------- | --------------- | ------------------------ | ------------------------------- | ------------------------ | ------------------------ | ------------------------ | ------------------ |
| USA                | Pioneer–11, 1979 †       | —             | —               | Pioneer–11, 1979 †       | Pioneer–11, 1979 †              | Pioneer–11, 1979 †       | Pioneer–11, 1979 †       | Pioneer–11, 1979 †       | Pioneer–11, 1979 † |
| ESA                | —                        | —             | Huygens, 2005 † | —                        | —                               | —                        | —                        | —                        | —                  |

## Javaslatok jövőbeni repülésekre
| Repülés               | Űrszonda | Startdátum                      | Hordozótakéta         | Űrügynökség         |
| Tervezett repülések   | Tervezett repülések | Tervezett repülések             | Tervezett repülések   | Tervezett repülések |
| --------------------- | --- | ------------------------------- | --------------------- | ------------------- |
| Dragonfly             | Dragonfly | Tervezett start 2028 július     | Nincs kiválasztva     | NASA                |
| Dragonfly             | Titan robot helikopter |                                 |                       |                     |
| Tianwen–4             | Tianwen–4 | Tervezett start 2029 szeptember | Nincs kiválasztva     | CNSA                |
| Tianwen–4             | Uranus szonda közelrepüléssel | Tervezett start 2029 szeptember | Nincs kiválasztva     | CNSA                |
| Tianwen–4             | Jupiter és Callisto keringő egység; Elrepülés az Uránusz mellett egy tervezett további küldetéssel egy csillagközi repülésre |                                 |                       |                     |
| Javasolt repülések    | |                                 |                       |                     |
| IHP-1                 | Sencsou | Nincs még javasolt startdátum   | Nincs még kiválasztva | CNSA                |
| IHP-1                 | Csillagközi szonda, amely kirepül a helioszférából a Jupiternél végzett hintamanőver segítségével. A Jupiter melletti elrepülés mellett még az 50000 Quaoarnál is közelrepülést végez.                                            |                                 |                       |                     |
| IHP-2                 | Sencsou | Nincs még javasolt startdátum   | Nincs még kiválasztva | CNSA                |
| IHP-2                 | Csillagközi szonda, amely kirepül a helioszférából a Jupiternél végzett hintamanőver segítségével. A Jupiter melletti elrepülésen kívül a Neptunusz, annak Triton holdja és más Kuiper-övbeli égitestek mellett is közel repülne. |                                 |                       |                     |
| Uranus keringő szonda | Uranus keringő szonda | Legkorábban 2031                | Falcon Heavy          | NASA                |
| Uranus keringő szonda | Uránusz szonda | Legkorábban 2031                | Falcon Heavy          | NASA                |
| Uranus keringő szonda | Egy Jupiter közelrepülés és hintamanőver után pályára állna az Uránusz körül, majd egy légkori szondát engedne le a jégóriás atmoszférájába                                                                                       |                                 |                       |                     |
| Enceladus Orbilander  | Enceladus Orbilander | Legkorábban 2038                |                       | NASA                |
| Enceladus Orbilander  | Enceladus keringő-/leszállóegység |                                 |                       |                     |